# Xã Prairie, Quận Holmes, Ohio
Xã Prairie (tiếng Anh: Prairie Township) là một xã thuộc quận Holmes, tiểu bang Ohio, Hoa Kỳ. Năm 2010, dân số của xã này là 3.133 người.